# República Socialista Soviética de Tayikistán
La República Socialista Soviética de Tayikistán, abreviado como RSS de Tayikistán (en tayiko: Республикаи Советии Социалистии Тоҷикистон, en ruso: Таджикская Советская Социалистическая Республика),  comúnmente referido como Tayikistán Soviético, fue una de las quince repúblicas constituyentes de la antigua Unión Soviética, desde 1929 hasta 1991.

## Historia
Conquistada por la Rusia zarista en el siglo XIX, quedó bajo poder soviético tras la revolución rusa y la guerra civil. El 14 de octubre de 1924, se creó la República Socialista Soviética Autónoma Tayika dentro de la recién creada RSS de Uzbekistán. El 5 de diciembre de 1929 se separó de la RSS de Uzbekistán para convertirse en la RSS de Tayikistán dentro de la Unión Soviética. El 9 de septiembre de 1991 cambia su nombre por el de República de Tayikistán, proclamándose independiente el 26 de diciembre del mismo año.
Bajo el dominio soviético, Tayikistán experimentó cierto progreso económico y social. Sin embargo, el nivel de vida en la república seguía estando entre los más bajos de la Unión Soviética. La mayoría de la gente todavía vivía en qishlaqs rurales, asentamientos compuestos por 200 a 700 casas unifamiliares construidas a lo largo de un canal.

## Política
Al igual que en las demás repúblicas de la Unión Soviética, Tayikistán tenía un gobierno en el marco de una república socialista de partido único gobernada por la rama regional del Partido Comunista de la Unión Soviética conocida como Partido Comunista de la República Socialista Soviética de Tayikistán, dirigida por un Primer Secretario, y que tenía una importante presencia en todos los órganos de gobierno, política y sociedad. El poder legislativo consistía en el Sóviet Supremo, el cual era el parlamento unicameral de la república encabezada por un presidente, y con sede en el edificio del Sóviet Supremo en Dusambé. El Presidente del Consejo de Ministros por otro lado dirigía al poder ejecutivo.

### Militar
Tayikistán fue la única República de Asia Central que no formó un ejército bajo las Fuerzas Armadas Soviéticas. En reemplazo estaban las unidades soviéticas bajo el Ministerio de Defensa, así como las tropas que estaban subordinadas al Distrito Militar de Turkestán y al Distrito Militar de Asia Central en los vecinos Uzbekistán y Kazajistán, respectivamente. A principios de la década de 1990, el ejército era el más pequeño de la unión y tenía más rusos que tayikos nativos. El ejército fracasó en la defensa efectiva del régimen como se demostró en los disturbios de Dushanbe de 1990. Había un gran contingente de guardias fronterizos soviéticos que estaban comandados por rusos con base en Moscú que comandaban reclutas étnicos tayikos.
La RSS de Tayikistán también operaba su propio Ministerio del Interior y Tropas Internas, que era una filial republicana independiente del Ministerio del Interior de la Unión Soviética.

## Subdivisión administrativa
La RSS de Tayikistán estaba dividida en 2 óblast (provincias), una región autónoma y una región con estatus especial, como se muestra en la tabla siguiente (datos del 1 de enero de 1976, fuente: Gran Enciclopedia Soviética (enlace roto disponible en Internet Archive; véase el historial, la primera versión y la última).).

### Óblasts
| Nombre                                | Capital      | Superficie (miles de km²) | Población (miles de hab.) |
| ------------------------------------- | ------------ | ------------------------- | ------------------------- |
| Óblast de Jatlon                      | Kurgán-Tyube |                           |                           |
| Óblast de Kulob                       | Kulob        | 12,9                      | 432                       |
| Óblast de Leninabad                   | Leninabad    | 26,1                      | 1.088                     |
| Óblast bajo subordinación republicana | Dusambé      | 40,4                      | 1.755                     |

| Nombre                                                  | Capital                                                 | Superficie (miles de km²)                               | Población (miles de hab.)                               |
| Óblasts desaparecidos antes de la disolución de la URSS | Óblasts desaparecidos antes de la disolución de la URSS | Óblasts desaparecidos antes de la disolución de la URSS | Óblasts desaparecidos antes de la disolución de la URSS |
| ------------------------------------------------------- | ------------------------------------------------------- | ------------------------------------------------------- | ------------------------------------------------------- |
| Óblast de Jarm (1939-1955)                              | Jarm                                                    |                                                         |                                                         |
| Óblast de Kurgán-Tyube (1944-1947; 1977-1988)           | Kurgán-Tyube                                            | 12,6                                                    | 982                                                     |
| Óblast de Stalinabad (1939-1951)                        | Stalinabad                                              | 18,8                                                    | 1828                                                    |
| Óblast de Ura-Tube (1945-1947)                          | Ura-Tube                                                | 15,9                                                    |                                                         |

### Óblasts Autónomos
| Nombre                            | Capital | Superficie (miles de km²) | Población (miles de hab.) |
| --------------------------------- | ------- | ------------------------- | ------------------------- |
| Óblast Autónomo de Alto Badajshán | Jorugh  | 63,7                      | 161                       |

## Economía
Como todas las demás repúblicas de la Unión Soviética, su economía estaba muy centralizada y planificada por el estado, mediante planes quinquenales, el primero de los cuales fue adoptado en 1928. La economía estaba más orientada a las necesidades soviéticas que locales. Al igual que otras repúblicas de Asia Central, Tayikistán se especializaba en la producción de algodón, lo cual redujo la producción de grano y la crianza de animales. Pese al desarrollo industrial experimentado, la economía siguió siendo principalmente agrícola, estando por detrás de las regiones europeas de la Unión. Después de la independencia, tiene su economía de transición. 

### Industria

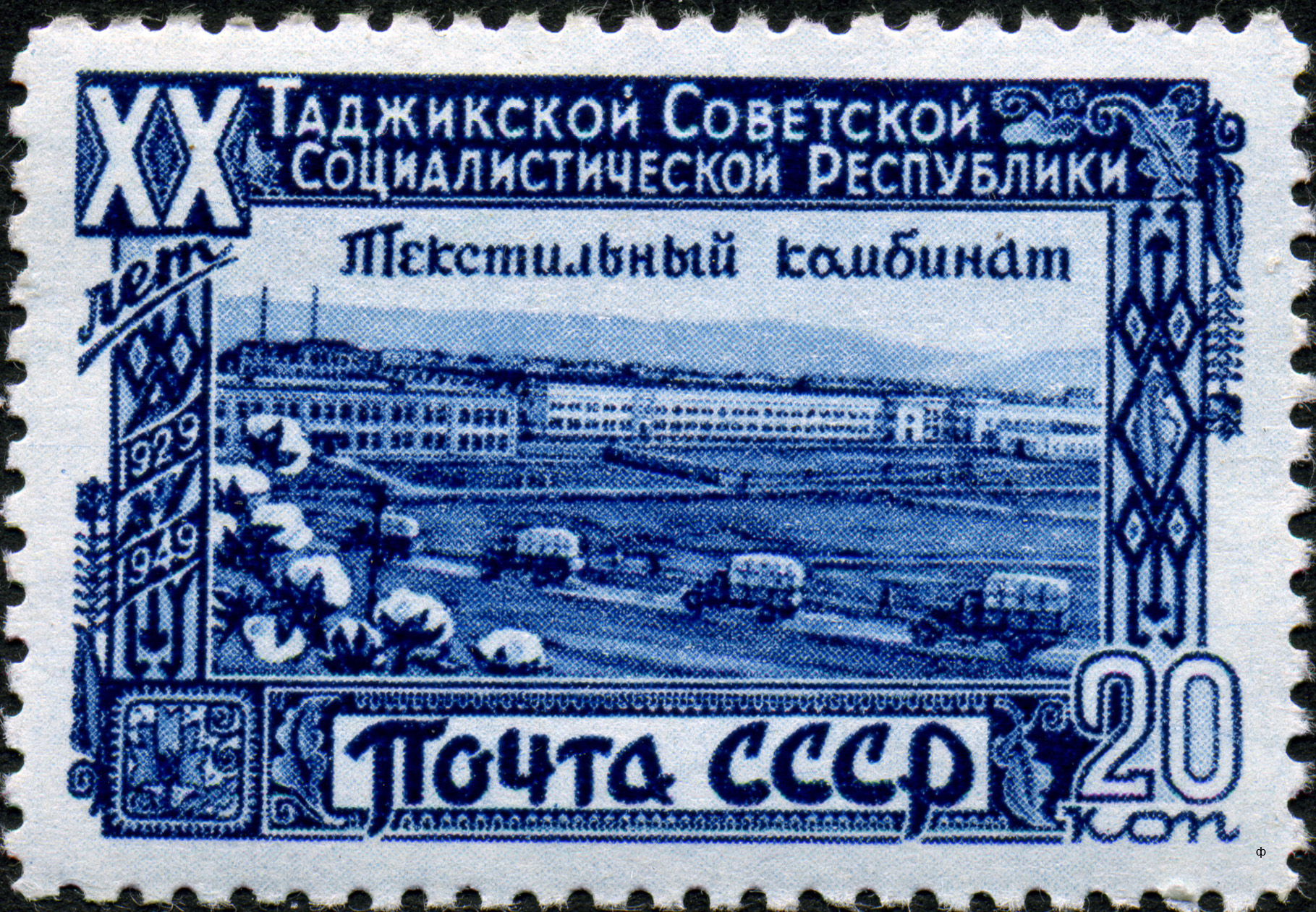
Fábrica textil

La industria ligera y las industrias alimentarias representaron más del 60% de la producción industrial. Las ramas principales de la industria pesada eran la energía eléctrica, la minería, la metalurgia no ferrosa, la construcción de maquinaria, la metalurgia y la industria de materiales de construcción. La base de la electricidad contabilizada por HPP.  Las actividades mineras se concentran en el lignito, el petróleo y el gas natural.
Las industrias de metales no ferrosos eran una planta de aluminio en Tursunzoda e hidrometalúrgica en Isfara.  Las empresas de ingeniería produjeron bobinado, maquinaria agrícola, equipos para empresas comerciales y catering público, textiles, equipos de iluminación y cableado, transformadores, refrigeradores domésticos, cable y otros (centro principal - Dushanbe). La industria química incluía plantas: fertilizantes nitrogenados, electroquímica en Yavan y plásticos en Dushanbe. Las principales ramas de la industria ligera eran el desmotado de algodón, la seda y el tejido de alfombras. En la industria alimentaria sobresalió la industria de conservas de frutas, aceites vegetales y grasas.
La producción industrial creció significativamente a partir de la década de 1940. Como en otras repúblicas de Asia Central, la Segunda Guerra Mundial estimuló el desarrollo industrial, buscando aumentar la demanda y satisfacer el esfuerzo de guerra: muchas industrias de la parte occidental de la Unión fueron reubicadas en Asia Central. Las principales industrias de Tayikistán eran la textil y la de procesamiento de algodón, no obstante, la mayor parte de la fibra de algodón producida era enviada a Rusia para su transformación en ropa. Otras industrias ligeras importantes eran la de procesamiento de seda (parte de la cual se exportaba), alfombras, cuero, refrigeradores, extracción de aceite de  algodón, procesamiento de tabaco y fabricación de vino. La mayor parte de la maquinaria producida consistía en equipos para el cultivo de algodón y la producción textil. La mayoría de la industria se ubicaba en Dusambé, Leninabad y las localidades vecinas. En el norte se extraía carbón y pequeñas cantidades de petróleo, pese a lo cual había una fuerte dependencia del combustible procedente de Turkmenistán y Uzbekistán. Se extraía fluorita y metales como zinc. mercurio, tungsteno, oro, y molibdeno, principalmente en el norte, donde también se extraía y procesaba uranio. Otra empresa importante es la fundición de aluminio de Tursunzoda, con una producción proyectada de 0.5 millones de toneladas de aluminio, del 13 al 15 por ciento de la producción de aluminio de la Unión Soviética: la materia prima procedía de los Urales y los productos eran enviados a Rusia para su procesamiento final.
Entre las décadas de 1960 y 1980 se hicieron grandes inversiones en la explotación de los recursos hídricos. Se construyeron 4 estaciones hidroeléctricas, la mayor de las cuales es la de Nurek, que sirve tanto para la producción de energía como para el suministro de irrigación, teniendo una capacidad de producción de 2700 megavatios por hora.
Otros proyectos, como el complejo hidroeléctrico de Roghun, cuya construcción comenzó a principios de la década de 1980, fueron abandonados en medio del caos político de finales de los 80.       

### Agricultura

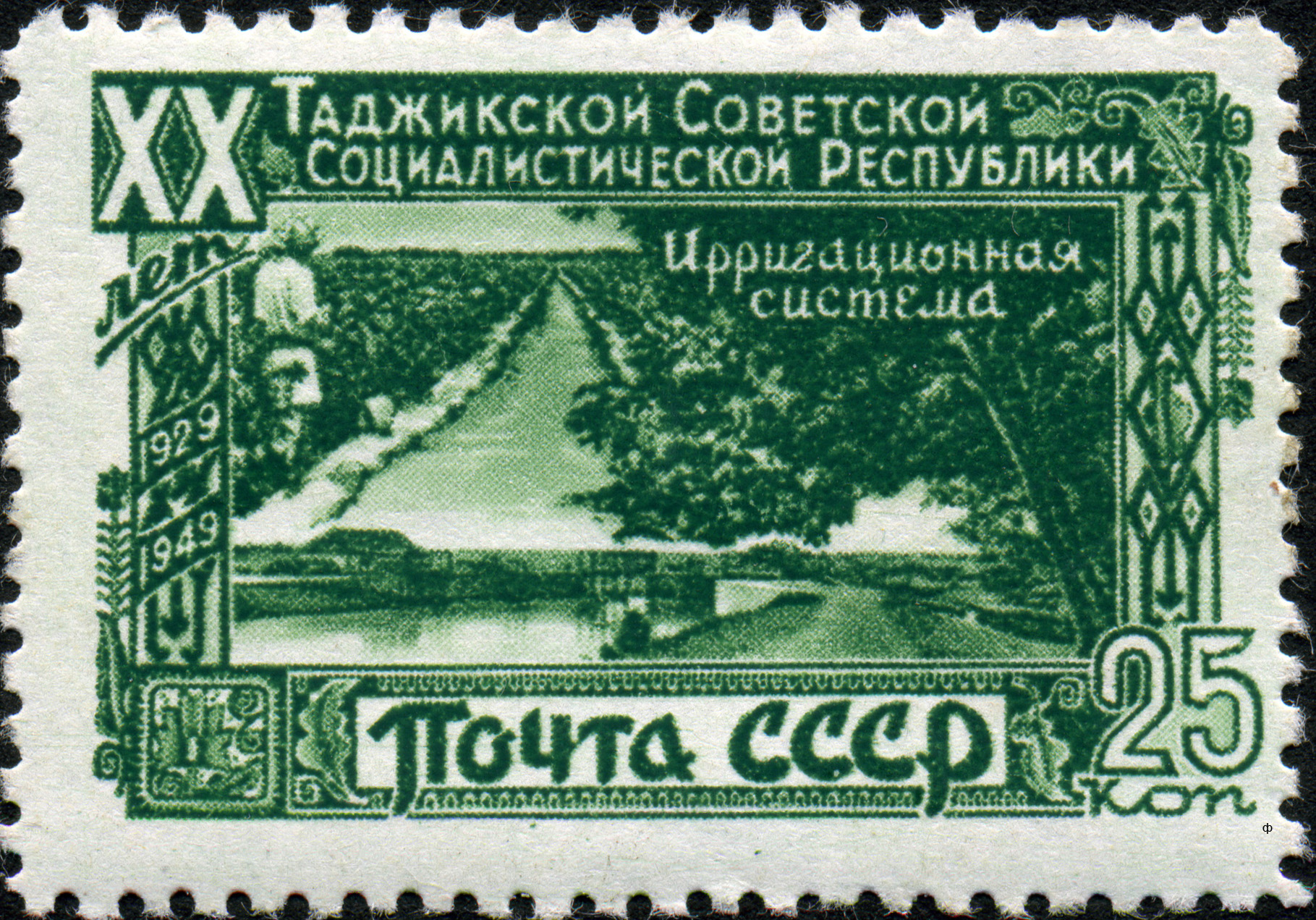
Sistema de riego en un sello de 1949

La agricultura estaba colectivizada, lo cual provocó un incremento significativo de la superficie cultivada y de la irrigación. Muchas granjas colectivas ubicadas en las montañas se especializaban en la producción de grano, particularmente de trigo, y la crianza de ganado, mientras las que se ubicaban en los valles generalmente cultivaban algodón. Desde el fin de la Segunda Guerra Mundial hubo una tendencia a convertir las tierras productoras de granos en cultivos de algodón: como resultado, en 1986 se producía un tercio del grano del que se producía antes de la revolución de 1917, lo cual llevó a importar grandes cantidades de cereal de otras repúblicas soviéticas. La construcción masiva de redes de canales de irrigación, así como la mejora de las técnicas agrícolas y el uso masivo de fertilizantes e insecticidas llevaron a un aumento de la producción de algodón. Junto al algodón y los cereales, otros productos agrícolas importantes eran seda, tabaco, verduras, patatas, limones, almendras, uvas, melones, higos, manzanas, membrillos, duraznos y ciruelas. En 1986 había 299 granjas estatales y 157 colectivas en la república.  La tierra agrícola era de 4,2 millones de hectáreas.
Debido a las grandes obras de riego en la zona de regadío de 1986 se han alcanzado las 662 mil hectáreas. La agricultura dio alrededor del 65% de la producción agrícola bruta. La rama principal de la agricultura fue el algodón (colección de algodón 922 mil toneladas en 1986), desarrollada en los valles de Fergana, Vakhsh, Hissar. Tayikistán era la base principal de la URSS para la producción de algodón de fibra larga. Cultivado y tabaco, geranio, lino y sésamo. Aproximadamente el 20% de los cultivos fueron ocupados por cultivos de cereales (cosecha bruta de cereales - 246 mil toneladas en 1986).  Cultivan hortalizas y melones. Se elaboró fruta (incluidos los cítricos) y uvas.  Ovinos de carne y lana y bovinos de carne y leche.  Ganadería (en 1987, en millones): bovinos - 1,4 (incluyendo vacas - 0,6), ovinos y caprinos - 3,2.  Sericultura.
Las ovejas, que producían lana para exportación, eran el ganado más importante con cerca de 2.5 millones en 1990. En el mismo año había 815000 cabras, 210000 cerdos, 539000 vacas, 51000 caballos y 7.9 millones de aves domésticas. El total de ganado en 1990 no difería significativamente del que había en 1916, mientras la población en ese periodo aumentó cinco veces: como consecuencia, gran cantidad de carne y lacteos debían importarse.

### Transporte
Longitud operativa (en 1986):
- Ferrocarriles – 470 km
- Carreteras: 13 200 km (incluidas las pavimentadas: 11 600 km).

Tayikistán recibe gas de Uzbekistán y Afganistán con gasoductos desde Kelif a Dusambé, desde campos de gas locales.